# Parmaturus campechiensis
Parmaturus campechiensis és una espècie de peix de la família dels esciliorrínids i de l'ordre dels carcariniformes.

## Morfologia
- Els mascles poden assolir 16 cm de longitud total.[1][2]

## Reproducció
És ovípar.

## Hàbitat
És un peix marí que viu fins als 1.097 m de fondària.

## Distribució geogràfica
Es troba al Golf de Mèxic.